# Caribbean Free Trade Association

Vlag van de CARIFTA

De Caribbean Free Trade Association (CARIFTA) was van 1965 tot 1974 een Caraïbische vrijhandelsassociatie. De naam leeft nog voort in sommige sportevenementen

## Geschiedenis
De organisatie was gericht op het bestendigen van de economische band tussen de Engelssprekende landen van het Caribisch gebied. De organisatie werd op 1 mei 1968 opgericht. Dit gebeurde na de ontbinding van de West-Indische Federatie, die bestond van 1958 tot 1962. 
In 1973 werd CARIFTA vervangen door de CARICOM met het doel om te komen tot een gemeenschappelijke markt. In het Verdrag van Chaguaramas werd bepaald dat CARIFTA op 1 mei 1974 zou ophouden te bestaan. Dit was het moment waarop de resterende CARIFTA-leden toetraden tot de CARICOM.   
Een van de erfenissen van CARIFTA is de voortleving van de naam in de sport. Een voorbeeld hiervan is de CARIFTA Spelen (CARIFTA Games) in de atletiek. In 1985 begon een vergelijkbare reeks spelen, The CARIFTA Aquatics Championships. Ook zijn er andere sporten, zoals het schaken, die de naam zijn blijven gebruiken.

## Lidmaatschap
Op 15 december 1965 werd de CARIFTA opgericht door de volgende 3 landen: 
- Antigua en Barbuda (1965)
- Barbados (1965)
- Guyana (1965)

De volgende landen sloten zich daarna bij de overeenkomst aan: 
- Trinidad en Tobago (1 mei 1968)
- Dominica (1 juli 1968)
- Grenada (1 juli 1968)
- Saint Kitts en Nevis (1 juli 1968)
- Saint Lucia (1 juli 1968)
- Saint Vincent en de Grenadines (1 juli 1968)
- JAM (1 augustus 1968)
- MSR (1 augustus 1968)
- Belize (mei 1971)

In de jaren zeventig, rond de tijd dat CARIFTA werd omgevormd tot CARICOM, kreeg het volgende land de Liaison Status/Observer Status: 
- Suriname (maart 1973)